# I. e. 32. század
| Évezredek i.e. | 10. | 9. | 8. | 7. | 6. | 5. | 4. | 3. | 2. | 1. | Időszámítás kezdete | 1. | 2. | 3. | 4. | 5. | 6. | 7. | 8. | 9. | 10. | Évezredek i.sz. |

## Események
- Urukban a IVa réteg kisebb hanyatlást mutat, megjelenik a szíjtégla mint építőanyag.
- A Nagada-kultúra Nagada IIIb1 és IIIb2 periódusai.
- Nehen terjeszkedése.
- Núbiában a kései A csoport összetűzésbe keveredik a neheni állammal.

## Fontos személyek
- Kaneith
- Két Sólyom
- Hórni
- Hórpenabu
- Hórhat
- Hórhedzsu
- (Iri-Hór)

## Találmányok, felfedezések
- Téglaépítkezés.
- Az írás első nyomai Egyiptomban

## Művészetek
- Urukban a szögmozaik megjelenése.
- Narmer-paletta
- halotti kelengyés sírok Felső-Egyiptomban